# Mistrovství světa ve fotbale hráčů do 17 let 1997
Mistrovství světa ve fotbale hráčů do 17 let 1997 bylo sedmým ročníkem tohoto turnaje. Vítězem se stala brazilská fotbalová reprezentace do 17 let.

## Kvalifikace
Na turnaj se kvalifikovaly nejlepší týmy z jednotlivých kontinentálních mistrovství.
| - Afrika (CAF) - Mali - Ghana - Asie (AFC) - Omán - Thajsko - Bahrajn - Severní, Střední Amerika a Karibik (CONCACAF) - Mexiko - USA - Kostarika - Jižní Amerika (CONMEBOL) - Brazílie - Argentina - Chile |  | - Evropa (UEFA) - Španělsko - Rakousko - Německo - Oceánie (OFC) - Nový Zéland - Hostitel - Egypt |

## Základní skupiny

### Skupina A
| Tým     | Z | V | R | P | VG | IG | +/- | B |
| ------- | - | - | - | - | -- | -- | --- | - |
| Německo | 3 | 2 | 1 | 0 | 5  | 1  | 4   | 7 |
| Egypt   | 3 | 1 | 2 | 0 | 5  | 4  | 1   | 5 |
| Chile   | 3 | 1 | 1 | 1 | 7  | 4  | 3   | 4 |
| Thajsko | 3 | 0 | 0 | 3 | 4  | 12 | -8  | 0 |

| 4. září 1997 20:30       |        |                           |                                                                                           |
| Egypt                    | 3:2    | Thajsko                   | Cairo International Stadium, Káhira diváci: 70 000 rozhodčí: Horacio Elizondo (Argentina) |
| Belal 16', 46' Arabi 65' | Report | Tongdee 30' Suksomkit 67' | Cairo International Stadium, Káhira diváci: 70 000 rozhodčí: Horacio Elizondo (Argentina) |

| 5. září 1997 20:30 |        |           |                                                                                        |
| Chile              | 0:1    | Německo   | Cairo International Stadium, Káhira diváci: 10 000 rozhodčí: Ian McLeod (South Africa) |
|                    | Report | Adzic 81' | Cairo International Stadium, Káhira diváci: 10 000 rozhodčí: Ian McLeod (South Africa) |

| 7. září 1997 18:15 |        |                |                                                                                       |
| Egypt              | 1:1    | Chile          | Cairo International Stadium, Káhira diváci: 75 000 rozhodčí: Gilberto Alcala (Mexico) |
| Abou 37'           | Report | Villalobos 69' | Cairo International Stadium, Káhira diváci: 75 000 rozhodčí: Gilberto Alcala (Mexico) |

| 7. září 1997 20:30 |        |                                  |                                                                                                |
| Thajsko            | 0:3    | Německo                          | Cairo International Stadium, Káhira diváci: 40 000 rozhodčí: Victorino Rodriguez (El Salvador) |
|                    | Report | Deisler 27' Kehl 63' Hofmann 84' | Cairo International Stadium, Káhira diváci: 40 000 rozhodčí: Victorino Rodriguez (El Salvador) |

| 10. září 1997 20:30 |        |          |                                                                                                |
| Egypt               | 1:1    | Německo  | Cairo International Stadium, Káhira diváci: 80 000 rozhodčí: Wilson de Souza Mendonca (Brazil) |
| Ezz 66'             | Report | Auer 76' | Cairo International Stadium, Káhira diváci: 80 000 rozhodčí: Wilson de Souza Mendonca (Brazil) |

| 10. září 1997 20:30        |        |                                                                            |                                                                          |
| Thajsko                    | 2:6    | Chile                                                                      | Ismailia Stadium, Ismailia diváci: 2 500 rozhodčí: Jacek Granat (Poland) |
| Matong 45+2' Suksomkit 82' | Report | Viveros 41', 62' Maldonado 52' (pen.) Mirosevic 67' Alvarez 83' Zuniga 89' | Ismailia Stadium, Ismailia diváci: 2 500 rozhodčí: Jacek Granat (Poland) |

### Skupina B
| Tým         | Z | V | R | P | VG | IG | +/- | B |
| ----------- | - | - | - | - | -- | -- | --- | - |
| Španělsko   | 3 | 3 | 0 | 0 | 17 | 2  | 15  | 9 |
| Mali        | 3 | 2 | 0 | 1 | 7  | 2  | 5   | 6 |
| Mexiko      | 3 | 1 | 0 | 2 | 8  | 6  | 2   | 3 |
| Nový Zéland | 3 | 0 | 0 | 3 | 0  | 22 | -22 | 0 |

| 6. září 1997 18:15 |        |                                           |                                                                          |
| Nový Zéland        | 0:4    | Mali                                      | Ismailia Stadium, Ismailia diváci: 9 000 rozhodčí: Jacek Granat (Poland) |
|                    | Report | Guindo 33' Mah. Diarra 64' Keita 70', 88' | Ismailia Stadium, Ismailia diváci: 9 000 rozhodčí: Jacek Granat (Poland) |

| 6. září 1997 20:30      |        |                                  |                                                                                      |
| Mexiko                  | 2:3    | Španělsko                        | Ismailia Stadium, Ismailia diváci: 9 000 rozhodčí: Wilson de Souza Mendonca (Brazil) |
| Arce 66' Santibanez 66' | Report | David 14', 84' (pen.) Mateos 31' | Ismailia Stadium, Ismailia diváci: 9 000 rozhodčí: Wilson de Souza Mendonca (Brazil) |

| 8. září 1997 20:30 |        |                                                        |                                                                                            |
| Nový Zéland        | 0:5    | Mexiko                                                 | Ismailia Stadium, Ismailia diváci: 7 500 rozhodčí: Abdul Aziz A. Al Dokhail (Saudi Arabia) |
|                    | Report | Martinez 12' Salcedo 32' Gomez 41', 47' Santibanez 85' | Ismailia Stadium, Ismailia diváci: 7 500 rozhodčí: Abdul Aziz A. Al Dokhail (Saudi Arabia) |

| 8. září 1997 18:15 |        |           |                                                                                 |
| Mali               | 0:1    | Španělsko | Ismailia Stadium, Ismailia diváci: 6 000 rozhodčí: Horacio Elizondo (Argentina) |
|                    | Report | David 85' | Ismailia Stadium, Ismailia diváci: 6 000 rozhodčí: Horacio Elizondo (Argentina) |

| 11. září 1997 20:30 |        | |                                                                                          |
| Nový Zéland         | 0:13   | Španělsko | Ismailia Stadium, Ismailia diváci: 5 000 rozhodčí: Abdulhamid Radwan Abdulkareem (Egypt) |
|                     | Report | Sanchez 23', 29' Mateos 28', 64' Sergio 36' (pen.) David 43', 45+3', 47', 49' Royo 62' Ander 71' Corona 87' Lopez 90+1' | Ismailia Stadium, Ismailia diváci: 5 000 rozhodčí: Abdulhamid Radwan Abdulkareem (Egypt) |

| 11. září 1997 20:30             |        |           |                                                                                     |
| Mali                            | 3:1    | Mexiko    | Cairo International Stadium, Káhira diváci: 5 000 rozhodčí: Lubos Michel (Slovakia) |
| D. Coulibaly 40' Keita 54', 85' | Report | Perez 64' | Cairo International Stadium, Káhira diváci: 5 000 rozhodčí: Lubos Michel (Slovakia) |

### Skupina C
| Tým      | Z | V | R | P | VG | IG | +/- | B |
| -------- | - | - | - | - | -- | -- | --- | - |
| Brazílie | 3 | 3 | 0 | 0 | 13 | 1  | 12  | 9 |
| Omán     | 3 | 2 | 0 | 1 | 8  | 4  | 4   | 6 |
| USA      | 3 | 1 | 0 | 2 | 4  | 7  | -3  | 3 |
| Rakousko | 3 | 0 | 0 | 3 | 1  | 14 | -13 | 0 |

| 6. září 1997 13:45                               |        |     |                                                                                      |
| Omán                                             | 4:0    | USA | Alexandria Stadium, Alexandrie diváci: 20 000 rozhodčí: Mario Sanchez Yanten (Chile) |
| Al Harbi 15' J. Al Mukhaini 39' Mohamed 46', 52' | Report |     | Alexandria Stadium, Alexandrie diváci: 20 000 rozhodčí: Mario Sanchez Yanten (Chile) |

| 6. září 1997 16:00 |        | |                                                                                               |
| Rakousko           | 0:7    | Brazílie                                                                                                  | Alexandria Stadium, Alexandrie diváci: 20 000 rozhodčí: Abdulhamid Radwan Abdulkareem (Egypt) |
|                    | Report | Diogo 8' Fabio Pinto 13' Geovani 16' Ferrugem 38' Matuzalem 44' Ronaldinho 75' (pen.) Anailson 85' (pen.) | Alexandria Stadium, Alexandrie diváci: 20 000 rozhodčí: Abdulhamid Radwan Abdulkareem (Egypt) |

| 8. září 1997 16:00             |        |               |                                                                                     |
| Omán                           | 3:1    | Rakousko      | Alexandria Stadium, Alexandrie diváci: 19 000 rozhodčí: Eugene Brazzale (Australia) |
| Nairooz 18' Mohamed 45+1', 69' | Report | Ziervogel 74' | Alexandria Stadium, Alexandrie diváci: 19 000 rozhodčí: Eugene Brazzale (Australia) |

| 8. září 1997 13:45 |        |                                      |                                                                            |
| USA                | 0:3    | Brazílie                             | Alexandria Stadium, Alexandrie diváci: 19 000 rozhodčí: Rene Temmink (NED) |
|                    | Report | Jorginho 66' Adiel 85' Matuzalem 90' | Alexandria Stadium, Alexandrie diváci: 19 000 rozhodčí: Rene Temmink (NED) |

| 11. září 1997 16:00 |        |                                          |                                                                                  |
| Omán                | 1:3    | Brazílie                                 | Alexandria Stadium, Alexandrie diváci: 20 000 rozhodčí: Gilberto Alcala (Mexico) |
| Mohamed 53'         | Report | Jorginho 50' Fabio Pinto 66' Geovani 84' | Alexandria Stadium, Alexandrie diváci: 20 000 rozhodčí: Gilberto Alcala (Mexico) |

| 11. září 1997 16:00                           |        |          |                                                                                       |
| USA                                           | 4:0    | Rakousko | Port Said Stadium, Port Said diváci: 4 000 rozhodčí: Mamadouba Engage Camara (Guinea) |
| Rupsis 6' Twellman 56', 67' Steven Totten 82' | Report |          | Port Said Stadium, Port Said diváci: 4 000 rozhodčí: Mamadouba Engage Camara (Guinea) |

### Skupina D
| Tým       | Z | V | R | P | VG | IG | +/- | B |
| --------- | - | - | - | - | -- | -- | --- | - |
| Ghana     | 3 | 2 | 1 | 0 | 7  | 1  | 6   | 7 |
| Argentina | 3 | 2 | 1 | 0 | 3  | 0  | 3   | 7 |
| Bahrajn   | 3 | 1 | 0 | 2 | 4  | 8  | -4  | 3 |
| Kostarika | 3 | 0 | 0 | 3 | 1  | 6  | -5  | 0 |

| 5. září 1997 13:45 |        |       |                                                                      |
| Argentina          | 0:0    | Ghana | Port Said Stadium, Port Said diváci: 30 000 rozhodčí: Lu Jun (China) |
|                    | Report |       | Port Said Stadium, Port Said diváci: 30 000 rozhodčí: Lu Jun (China) |

| 5. září 1997 16:00 |        |                                          |                                                                                        |
| Kostarika          | 1:3    | Bahrajn                                  | Port Said Stadium, Port Said diváci: 20 000 rozhodčí: Mamadouba Engage Camara (Guinea) |
| Esquivel 67'       | Report | Al Dosari 64' (pen.) Amer 79' Rashed 84' | Port Said Stadium, Port Said diváci: 20 000 rozhodčí: Mamadouba Engage Camara (Guinea) |

| 7. září 1997 16:00 |        |           |                                                                            |
| Argentina          | 1:0    | Kostarika | Port Said Stadium, Port Said diváci: 10 000 rozhodčí: Terje Hauge (Norway) |
| Galletti 59'       | Report |           | Port Said Stadium, Port Said diváci: 10 000 rozhodčí: Terje Hauge (Norway) |

| 7. září 1997 13:45                                 |        |                |                                                                               |
| Ghana                                              | 5:1    | Bahrajn        | Port Said Stadium, Port Said diváci: 20 000 rozhodčí: Lubos Michel (Slovakia) |
| Eku 5' Ansah 8' Afriyie 52' A. Quaye 77' Abbey 89' | Report | Yaser Amer 71' | Port Said Stadium, Port Said diváci: 20 000 rozhodčí: Lubos Michel (Slovakia) |

| 10. září 1997 13:45       |        |         |                                                                                 |
| Argentina                 | 2:0    | Bahrajn | Port Said Stadium, Port Said diváci: 10 000 rozhodčí: Ian McLeod (South Africa) |
| Marchant 42' Marchano 72' | Report |         | Port Said Stadium, Port Said diváci: 10 000 rozhodčí: Ian McLeod (South Africa) |

| 10. září 1997 13:45     |        |           |                                                                                     |
| Ghana                   | 2:0    | Kostarika | Alexandria Stadium, Alexandrie diváci: 8 000 rozhodčí: Mario Sanchez Yanten (Chile) |
| A. Quaye 12' Coffie 61' | Report |           | Alexandria Stadium, Alexandrie diváci: 8 000 rozhodčí: Mario Sanchez Yanten (Chile) |

## Play off

### Čtvrtfinále
| 14. září 1997 16:00  |        |           |                                                                               |
| Brazílie             | 2:0    | Argentina | Alexandria Stadium, Alexandrie diváci: 20 000 rozhodčí: Jacek Granat (Poland) |
| Fabio Pinto 44', 83' | Report |           | Alexandria Stadium, Alexandrie diváci: 20 000 rozhodčí: Jacek Granat (Poland) |

| 14. září 1997 20:30 |              |      |                                                                            |
| Německo             | 0:0 (prodl.) | Mali | Cairo International Stadium, Káhira diváci: 7 000 rozhodčí: Lu Jun (China) |
|                     | Report       |      | Cairo International Stadium, Káhira diváci: 7 000 rozhodčí: Lu Jun (China) |

|                                 |     | Penaltový rozstřel                       |  |
| Adzic Deisler Miedl Truckenbrod | 4:2 | Y. Coulibaly Camara Guindo Karambe Keita |  |

| 15. září 1997 16:00                                       |        |             |                                                                          |
| Ghana                                                     | 4:1    | Omán        | Port Said Stadium, Port Said diváci: 15 000 rozhodčí: Rene Temmink (NED) |
| Al Mukhaini 25' (vl.) Coffie 42' Afriyie 79' A. Quaye 88' | Report | Al Amri 57' | Port Said Stadium, Port Said diváci: 15 000 rozhodčí: Rene Temmink (NED) |

| 15. září 1997 20:30    |        |           |                                                                                       |
| Španělsko              | 2:1    | Egypt     | Ismailia Stadium, Ismailia diváci: 13 500 rozhodčí: Victorino Rodriguez (El Salvador) |
| Sergio 28' Camacho 66' | Report | Belal 31' | Ismailia Stadium, Ismailia diváci: 13 500 rozhodčí: Victorino Rodriguez (El Salvador) |

### Semifinále
| 18. září 1997 16:00 |        |                                                          |                                                                              |
| Německo             | 0:4    | Brazílie                                                 | Ismailia Stadium, Ismailia diváci: 8 500 rozhodčí: Ian McLeod (South Africa) |
|                     | Report | Adiel 4' Geovanie 85' Ferrugem 86' Ronaldinho 88' (pen.) | Ismailia Stadium, Ismailia diváci: 8 500 rozhodčí: Ian McLeod (South Africa) |

| 18. září 1997 20:30 |        |                              |                                                                                          |
| Španělsko           | 1:2    | Ghana                        | Cairo International Stadium, Káhira diváci: 4 000 rozhodčí: Mario Sanchez Yanten (Chile) |
| Sousa 35'           | Report | Attram 47' Owusu Afriyie 79' | Cairo International Stadium, Káhira diváci: 4 000 rozhodčí: Mario Sanchez Yanten (Chile) |

### O 3. místo
| 21. září 1997 15:30 |        |                            |                                                                                               |
| Německo             | 1:2    | Španělsko                  | Cairo International Stadium, Káhira diváci: 8 000 rozhodčí: Victorino Rodriguez (El Salvador) |
| Adzic 59' (pen.)    | Report | Ander 30' Sousa 85' (pen.) | Cairo International Stadium, Káhira diváci: 8 000 rozhodčí: Victorino Rodriguez (El Salvador) |

### Finále
| 21. září 1997 18:15      |        |             |                                                                                   |
| Brazílie                 | 2:1    | Ghana       | Cairo International Stadium, Káhira diváci: 35 000 rozhodčí: Terje Hauge (Norway) |
| Matuzalem 63' Andrey 87' | Report | Afriyie 39' | Cairo International Stadium, Káhira diváci: 35 000 rozhodčí: Terje Hauge (Norway) |